# Far Cry Vengeance
Far Cry Vengeance (рус. Far Cry: Отмщение) — компьютерная игра, разработанная компанией Ubisoft Montreal и изданная Ubisoft эксклюзивно для игровой консоли Nintendo Wii. Игра вышла 12 декабря 2006 года в Северной Америке, а 20 декабря того же года — в Австралии. Far Cry Vengeance является второй игрой после Tom Clancy's Splinter Cell: Double Agent для консоли Wii, которой в Северной Америке был присвоен рейтинг ESRB M — Mature («от 17 лет»). Для игры использовалась портированная версия CryEngine, движка оригинальной игры.
Эта игра является ремейком на Far Cry Instincts: Evolution, выходившей только на Xbox, однако, в отличие от оригинала Far Cry Vengeance имеет три новых уровня, новые виды оружия, транспортные средства и рычаги управления.

## Игровой процесс
Игра в полной мере использует Wii Remote, особенно его геймпад «Нунчак». Например, персонаж может подпрыгнуть, если поднять руку с «нунчаком», наведение оружия происходит указанием цели, а для рукопашной атаки достаточно махнуть рукой, приближение масштаба снайперской винтовки достигается приближением «нунчака» к экрану.
В игре присутствует возможность разделения экрана в режиме Хаоса (стандартный дезматч), но была исключена возможность редактирования карт, так же, как и нет варианта сетевой игры. Возможности WiiConnect24 не поддерживаются.
Wii версия также включает в себя эксклюзивный контент: новая сюжетная линия, три новых карты, в том числе «Курорт», «Заброшенная база Второй мировой» и «Нефтеперерабатывающий завод», кроме того в игру добавлены новые виды оружия, среди прочего, револьвер Bull .44 калибра, АК-47 и дробовик.

## Сюжет
Игра начинается в баре, где находится Карвер, девушка по имени Кейд просит встретиться с ней. Он соглашается, но его арестовывают, прежде чем он мог встретиться с ней. В тюрьме Джек узнает, что Кейд работает с группой повстанцев. В скором времени он сбегает из тюрьмы, благодаря случаю. На полицейский участок нападает некий Семеру. Карвер встречает Кейд на пляже.
Они отправляются на остров, где повстанцы попросили Кейд выполнить так называемый «заказ».
Позже Семеру берёт Кейд в заложницы, планируя вернуть её обратно на базу повстанцев. Карвер пытается остановить Семеру, но повстанцы мешают этому. Джек бежит через лес и встречает человека по имени Киен До, который просит Карвера помочь разобраться с повстанцами. Он соглашается.
После нескольких сражений с повстанцами, Киен До оказывается захваченным в плен повстанцами. Карвер преследует их до основной повстанческой базы, Карвер находит Киен До у подножья горы, мёртвым. Карвер поднимается в гору, сражаясь с повстанцами. Когда он доходит до базы, он находит Семеру и Кейд, Карвер узнаёт, что Кейд работает вместе с Семеру. Джек убивает Семеру и Кейд.

## Разработка
Игра должна была быть представлена 14 сентября 2006 во время пресс-конференции Nintendo, однако не присутствовала там. Первые подробности о ней появились в подкасте VGM Daily Podcast Episode 118 (недоступная ссылка) от 5 сентября 2006.

## Реакция
| Сводный рейтинг | Сводный рейтинг |
| Агрегатор       | Оценка          |
| --------------- | --------------- |
| GameRankings    | 37,71 %         |

Far Cry Vengeance добилась в целом негативных отзывов со стороны рецензентов. Её графика считается некачественной, текстуры недетальными и чрезмерно сжатыми. Кроме того, рецензенты критикует глупый искусственный интеллект, который зачастую не реагирует, когда игрок стреляет в спину. Многопользовательская игра и отсутствие сетевой игры тоже были признаны негативными моментами. Многие считали, что она хуже своей предшественницы для Xbox. IGN прокомментировал, что это «Принципиально веселая стрелялка, вызывающая чувство полного Wii-контроля, несмотря даже на то, что она не выглядит так же хорошо, как версия для Xbox годичной давности.»